# Коне, Тьяссе
Тьяссе Коне (фр. Tiassé Koné; 11 октября 1981, Туба) — ивуарийский футболист, вратарь, полуфиналист Кубка африканских наций 2008 года.

## Биография
В начале карьеры выступал на родине за клубы «ЖФК Кокоди» и «АСК Буаке», а также в Экваториальной Гвинее и Габоне.
В 2007 году помог клубу «Африка Спортс» выиграть титул чемпиона страны впервые с 1999 года. После этого был вызван в национальную сборную для участия в Кубка африканских наций, в составе сборной стал единственным представителем национального чемпионата. На турнире принял участие в одной игре — матче за третье место против сборной Ганы (2:4).
В январе 2008 года подписал контракт со «Спартаком» из Нальчика, но в заявку на сезон внесён не был и ни одного официального матча не сыграл. В сентябре 2008 года перешёл в бельгийский «УР Намюр», где тоже не смог закрепиться в основе и уже в ноябре покинул команду.
В 2009 году вернулся в «Африка Спортс», но проиграл конкуренцию за место в воротах молодому Кристиану Окуа. В дальнейшем два сезона играл за «Иссия Вази». В 2012 году перешёл в «АСЕК Мимозас», где сначала рассматривался как основной вратарь,  но в ходе сезона уступил место в воротах Сильвену Коменану, всего провёл 7 матчей.